# Estação Kutusovskaia
Kutusovskaia (em russo:  Кутузовская) é uma das estações da linha Filiovskaia (Linha 4) do Metro de Moscovo, na Rússia. Estação «Kutusovskaia» está localizada entre as estações «[[Estação Fil&iacuie;|Fil&iacuie;]]» e «Studentcheskaia».